# Melanthiaceae
Melanthiaceae Batsch ex Borkh. è una famiglia di piante angiosperme monocotiledoni dell'ordine Liliales.

## Descrizione
La famiglia comprende specie erbacee perenni o raramente annuali.
Le foglie sono alterne, comunemente disposte a spirale; sessili o picciolate; per lo più lineari o lanceolate, raramente ovate, con margine intero.
I fiori, poco appariscenti, sono aggregati in infiorescenze a racemo, a spiga o a pannocchia, di colore dal bianco-rosato al giallo-verdognolo.

## Distribuzione e habitat
La famiglia ha un areale prevalentemente olartico che si estende in parte alla zona neotropicale e a quella paleotropicale (dall'Asia orientale sino al Borneo). È assente in Africa e Australia.

## Tassonomia
Questo raggruppamento non è contemplato dal Sistema Cronquist (1981) che include le sue specie tra le Liliacee.
La famiglia è stata introdotta nel 2003 dalla classificazione APG II ed è stata convalidata dalle successive classificazioni APG III e APG IV.
La famiglia comprende 14 generi in 5 tribù:

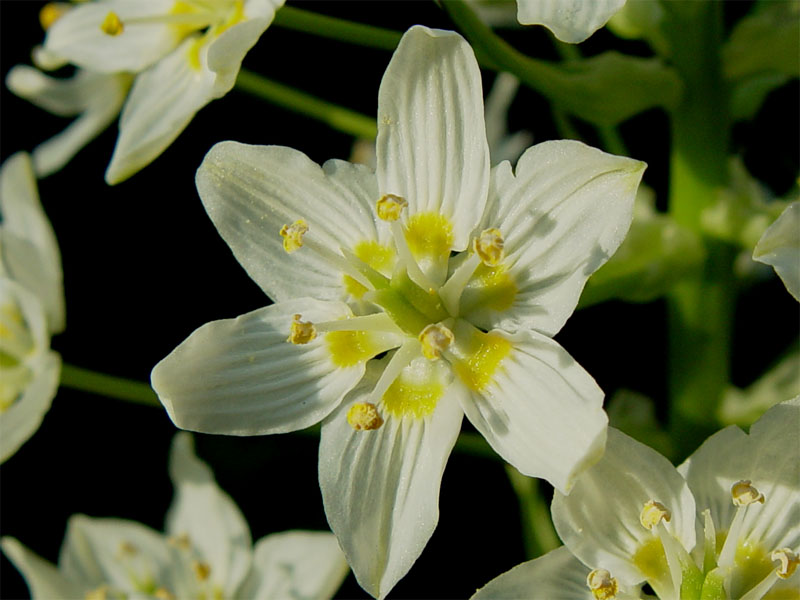
Toxicoscordion fremontii

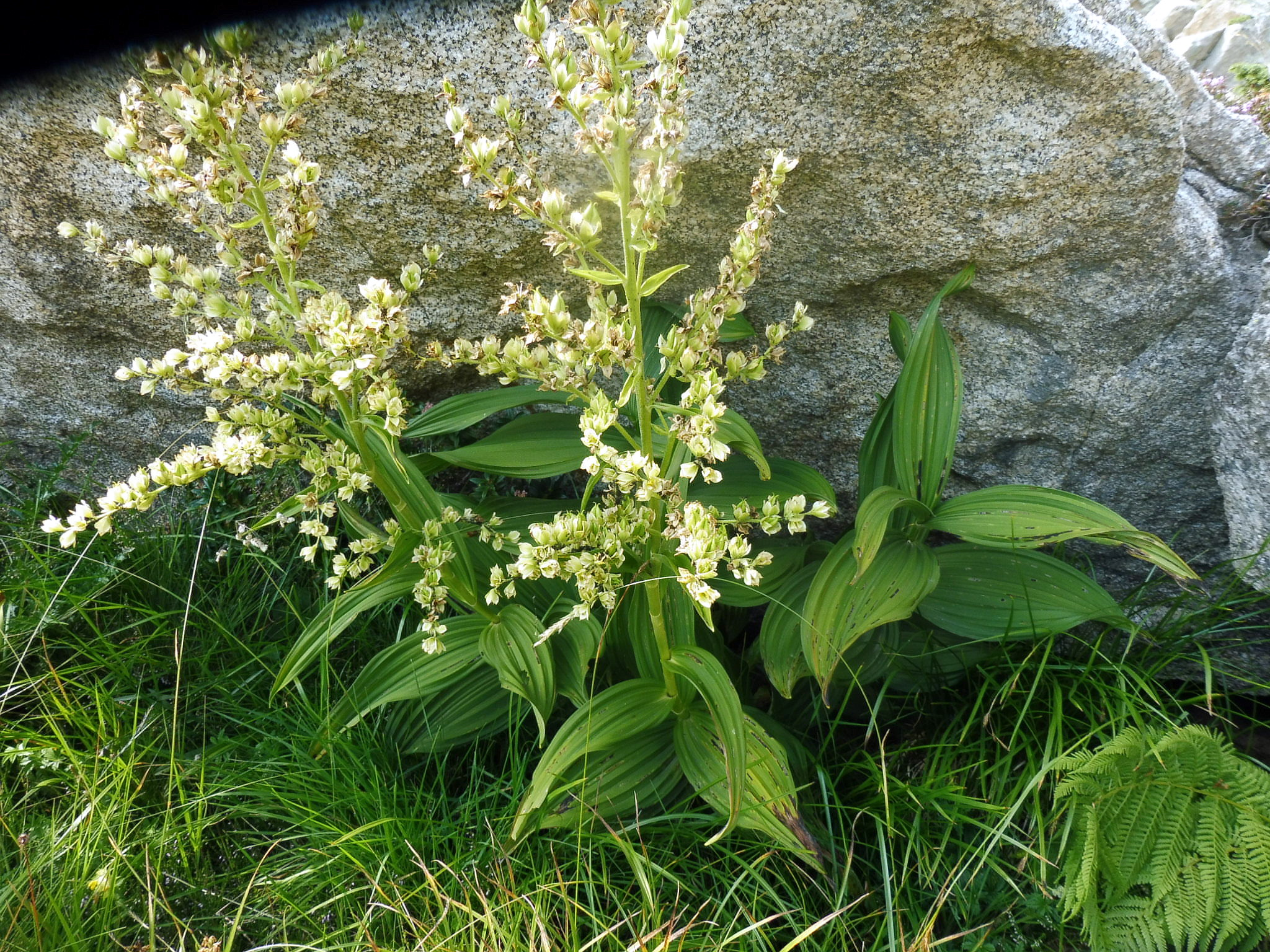
Veratrum album

- tribù Melanthieae
  - Amianthium A. Gray
  - Anticlea Kunth
  - Melanthium J. Clayton ex L.
  - Schoenocaulon A. Gray
  - Stenanthium (A. Gray) Kunth
  - Toxicoscordion Rydb.
  - Veratrum L.
  - Zigadenus Michx.
- tribù Chionographideae
  - Chamaelirium Willd.
- tribù Helionadeae
  - Helonias L.
- tribù Parideae
  - Paris L.
  - Pseudotrillium S. B. Farmer
  - Trillium L.
- tribù Xerophylleae
  - Xerophyllum Michx.